# Umberto Accornero
 (juin 2025).
Motif : Ne répond pas ou ne fournit pas de preuve (sources) du respect des critères d'admissibilité de Wikipédia
- Archive Wikiwix
- Bing
- Cairn
- DuckDuckGo
- E. Universalis
- Gallica
- Google
- G. Books
- G. News
- G. Scholar
- Persée
- Qwant
- (zh) Baidu
- (ru) Yandex
- (wd) trouver des œuvres sur Wikidata

| 1. | Préciser le motif de la pose du bandeau. | Précisez le motif de la pose du bandeau en utilisant la syntaxe suivante : {{admissibilité à vérifier\|date=août 2025\|motif=remplacez ce texte par le motif}}                         |
| 2. | Informer les utilisateurs concernés.     | Pensez à avertir le créateur de l'article, par exemple, en insérant le code ci-dessous sur sa page de discussion : {{subst:avertissement admissibilité à vérifier\|Umberto Accornero}} |

Umberto Accornero, né le 06 Mai 1998, est un pilote de rallye italien qui vit en Grande-Bretagne

## Biographie
Umberto Accornero commence sa carrière automobile en 2015 par le Roskirk Junior Stages sur une Nissan Micra K11. il termine se dernier a la 8e place au classement général. Il a pris le départ de 16 rallyes (dont 4 en championnat du Monde, 1 en championnat d'Europe et 4 championnat de Grande-Bretagne), pour 1 abandon.
Le dernier rallye qu'il a effectué est le 68e Neste Rally Finland en 2018 sur une Ford Fiesta R2T, où il termine 34e au classement général.